# JR貨物U53A形コンテナ
U53A形コンテナ（U53Aがたコンテナ）は、日本貨物鉄道（JR貨物）輸送用として籍を編入している30 ft級の私有コンテナ（有蓋コンテナ）である。また、コンテナの固体構造によっては全長が31 ft級の物も多数存在するが、コンテナ上部四箇所に必ず設置されているトップリフター吊り上げ作業用のツイストホールブロックの前後間隔は、厳格に30 ftの間隔が確保されている。
形式の数字部位 「 53 」は、コンテナの容積を元に決定される。このコンテナ容積53 m3の算出は、厳密には端数四捨五入計算の為に、内容積52.5 - 53.4 m3の間に属するコンテナが対象となる。形式末尾のアルファベット一桁部位「A」は、コンテナの使用用途（主たる目的）が「普通品の輸送」を表す記号として付与されている。

## 特記事項
当コンテナが登場した背景には当時、熊本県内からの出荷が増加していた小型バイクを主とした積載貨物の荷役作業員の労働環境改善のために、屋根板全面の上昇機構の付いたバイク輸送専用コンテナとして1989年度より、基本構造を超えた基準外などの特大コンテナに割り当てられる「39500番台」の付与にて製造・配備された。

## 番台毎の概要

### 30000番台
30001 - 30085
全国通運所有（佐川急便借受）全高2,641 mm（規格外）、全長9,410 mm（規格外）、総重量12.0 t。コキ50000積載禁止。

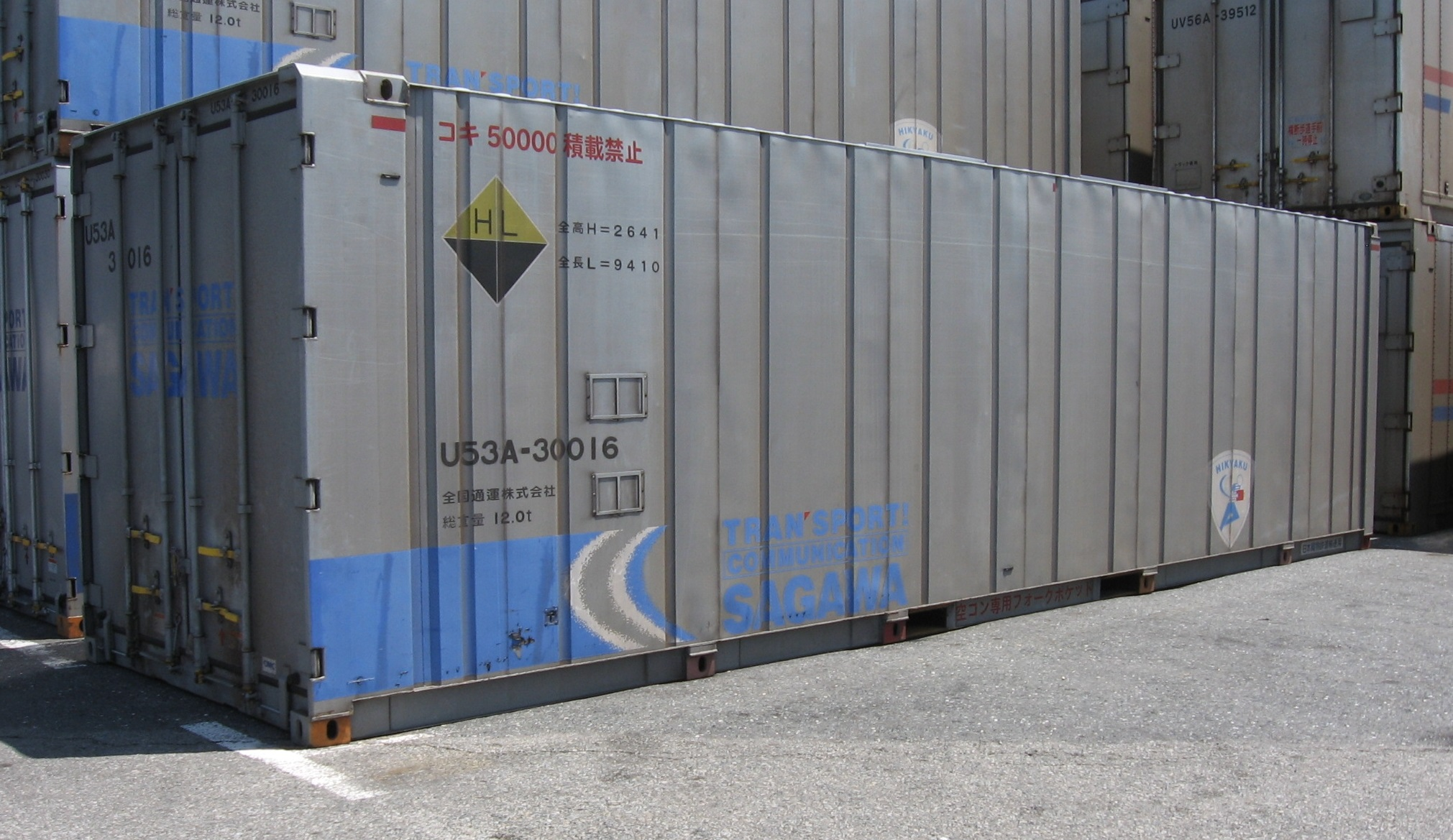
U53A-30016 全国通運所有。 佐川急便借受。

30086 - 30093
三紀運輸所有。全高2,641 mm（規格外）、全長9,410 mm（規格外）、総重量13.5 t、自重3.5 t。

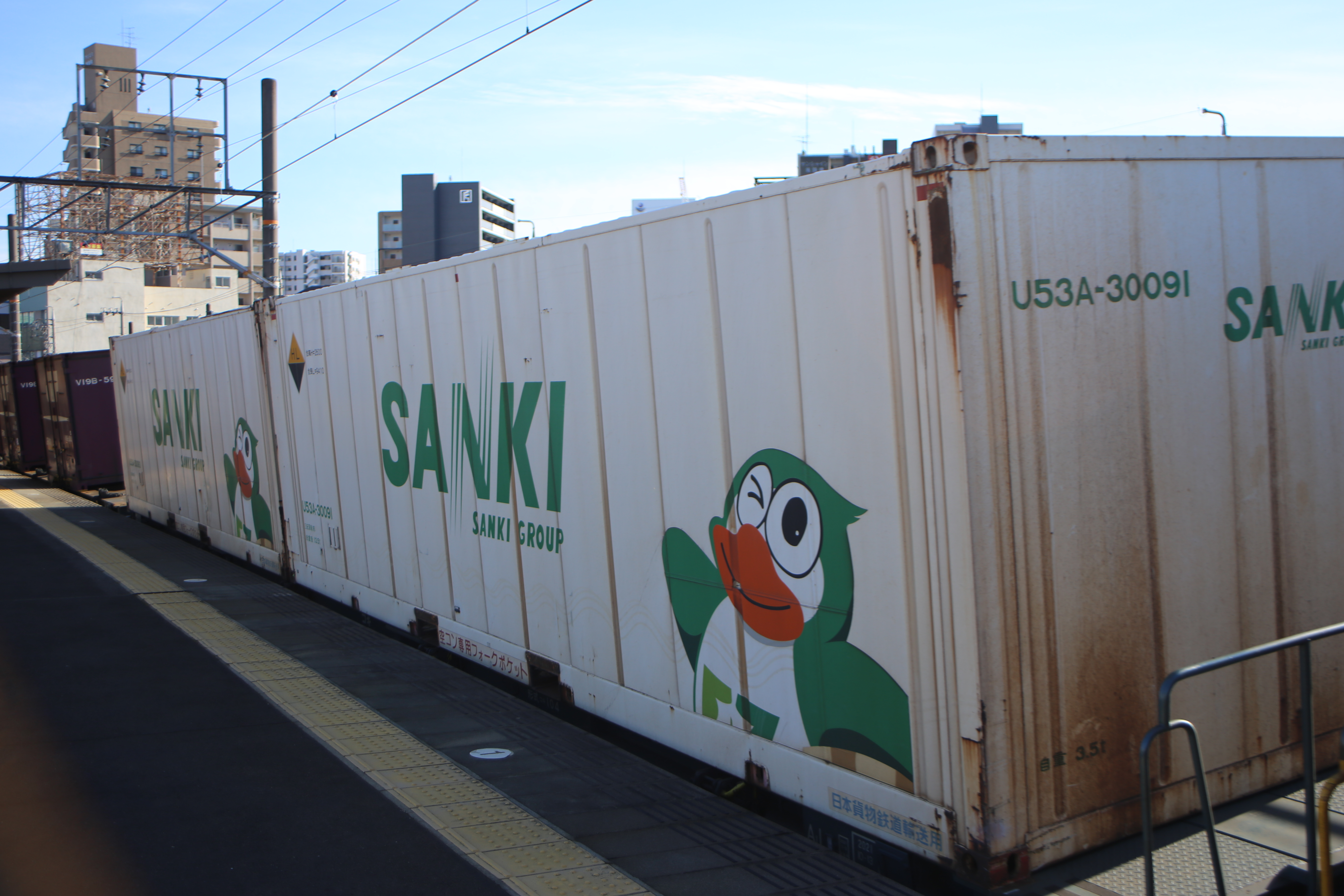
U53A-30091 三紀運輸所有。

### 38000番台
38001 - 3800
北海道西濃運輸所有。全高2,641 mm（規格外）、全長9,410 mm（規格外）、総重量14.5 t。

### 39500番台
U53A-39501 - 39528
日本梱包運輸倉庫所有。
U53A-39529 ※スバル純正部品輸送用。
日本梱包運輸倉庫所有。
U53A-39530・39531
日本梱包運輸倉庫所有。
U53A-39532 ※スバル純正部品輸送用。
日本梱包運輸倉庫所有。

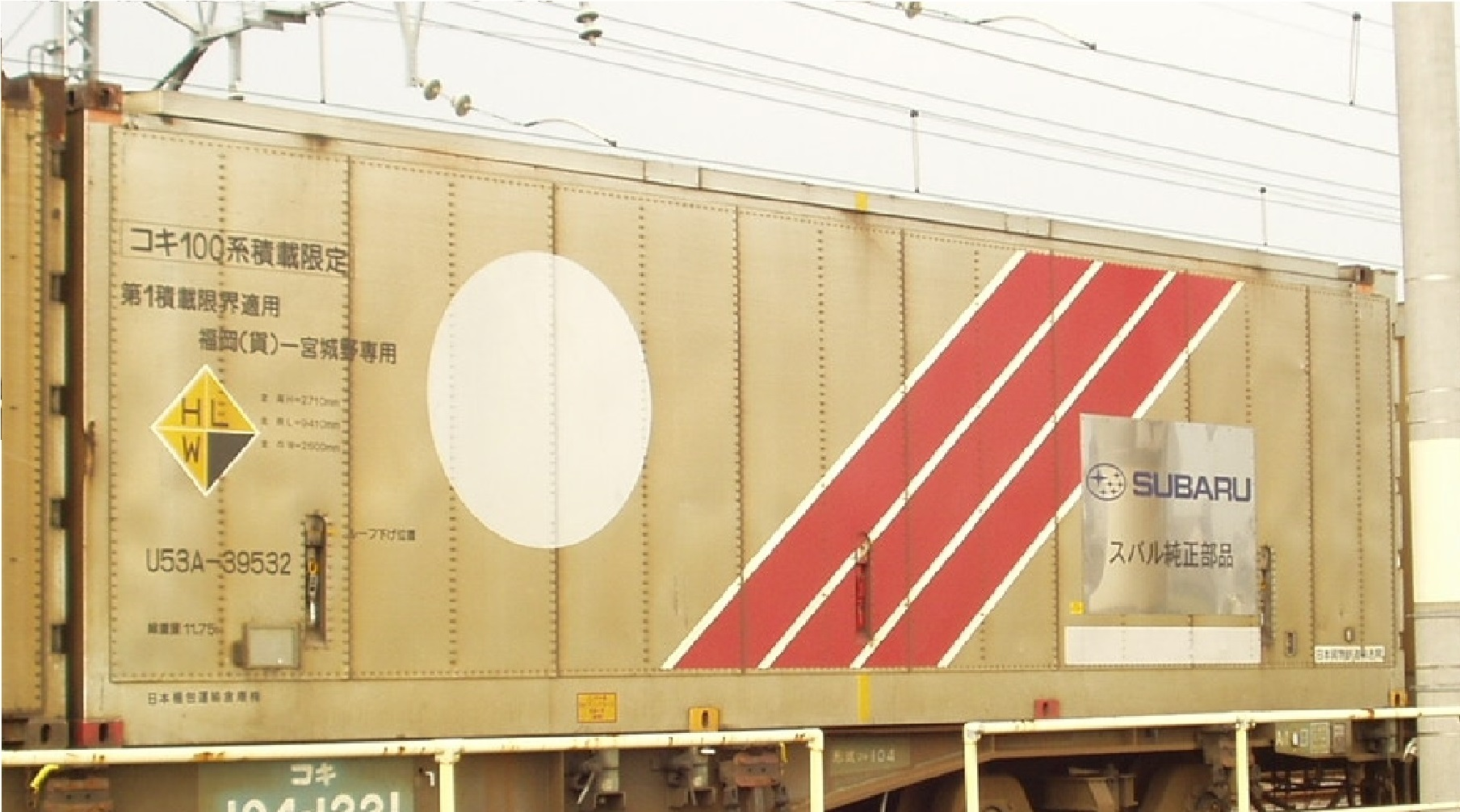
U53A-39532 日本梱包運輸倉庫所有、スバル純正部品輸送用。